# Castillo de Moeche

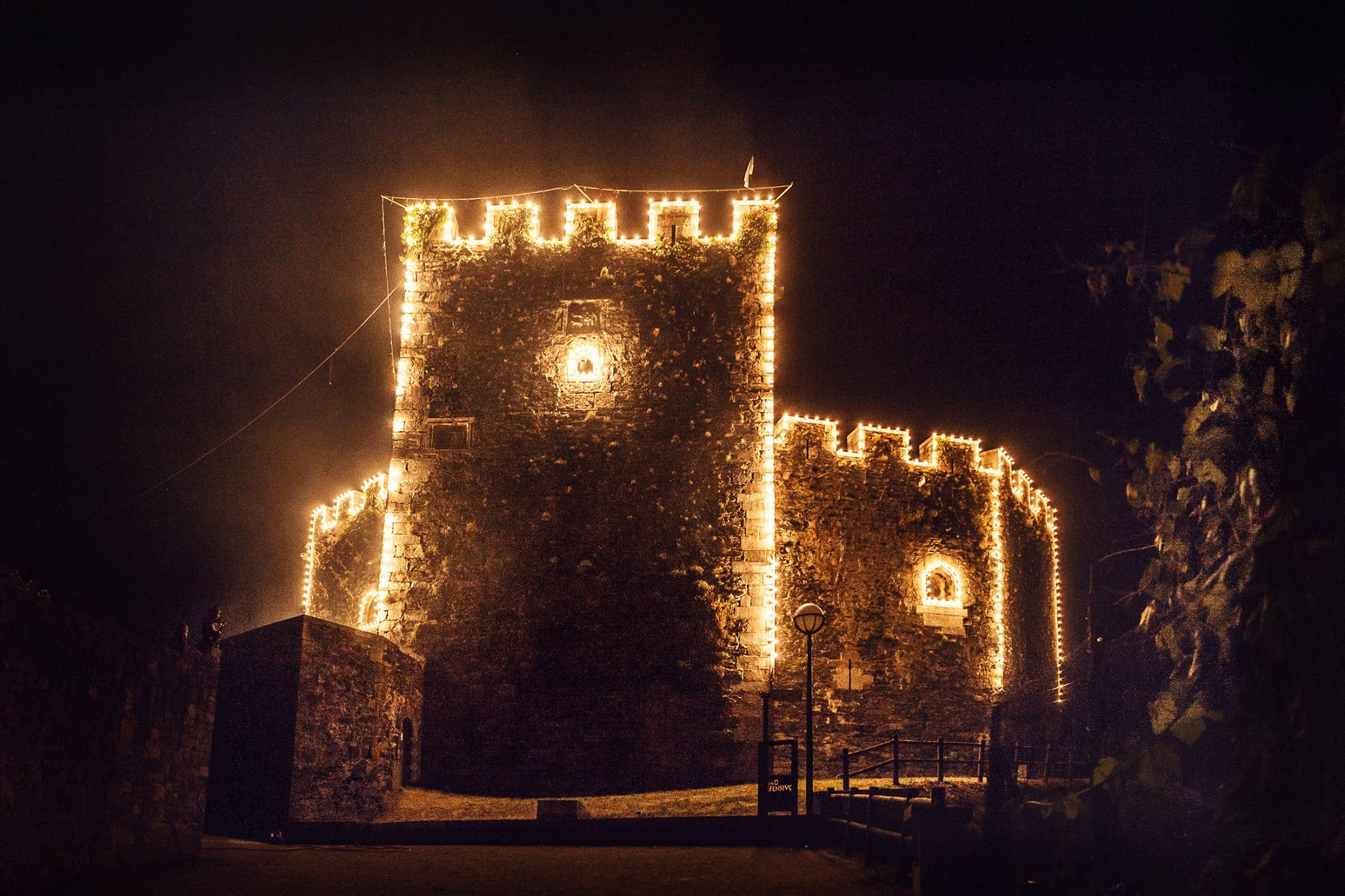
Asalto al Castillo de Moeche durante la celebración del Festival Irmandiño

El castillo de Moeche es un castillo medieval del siglo XV levantado en la parte noreste del valle homónimo, adscrito de este modo a la parroquia de San Xurxo de Moeche, en la comarca de Ferrol.

## Historia
El trabajo arqueológico realizado en el castillo, ha permitido observar debajo de la actual fortaleza una estructura defensiva anterior, que podría ser identificada como el castillo que durante la Segunda Revuelta Irmandiña fue asaltado por los irmandiños (aproximadamente en el 1467), y que habría sido construida o bien por García Rodríguez de Valcárcel, señor de Puentes, o bien por Fernán Pérez de Andrade, señor de Puentedeume (aunque las fuentes se debaten entre ambos señores, lo cierto es que si podemos encuadrar la existencia de un castillo en el siglo XIV en el marco del enfrentamiento entre Pedro I "El Cruel" y su hermano Enrique II). Sin embargo, el yacimiento hallado no termina aquí, puesto que debajo de la capa estratigráfica en la que se encuentran los restos propios del gran incendio provocado por los irmandiños, se han podido apreciar vestigios de estructuras defensivas anteriores.
La historiografía afirma que García Rodríguez de Valcárcel recibe cierta concesión del propio Enrique II, otorgada y firmada en septiembre de 1371 en Zamora. De esta se desprende su señorío en Puentes de García Rodríguez (que obtiene su nombre de este personaje), pero también el de “las feligresías de Moeche y Santa Cruz”. De su matrimonio con Dª Inés Fernández de Zamar nace Constanza Rodríguez de Valcárcel, quién compra a su madre Dª Inés “el coto de Moeche” en 1427 en beneficio de su marido, Pedro Álvarez Osorio, señor de Cabrera y Ribera, cuyo nieto, del mismo nombre, sufriría en sus carnes la hostilidad de la Primera Revuelta Irmandiña. Este Pedro Álvarez Osorio nieto no poseería en un primer momento la titularidad del señorío de Moeche, que se habría disgregado entre los herederos de su abuelo.
La familia Enríquez de Castro, heredera al mismo tiempo de los Valcárcel en sus dominios de Cedeira, se había convertido en la poseedora del señorío de Moeche. Sin embargo, el apoyo de Fadrique Enríquez de Castilla, cabeza de los Énriquez de Castro y duque de Arjona, al infante Enrique de Trastámara trajo consigo la sanción de Juan II y, con ello, la pérdida de la dignidad ducal de Fadrique, cuyos bienes fueron transferidos en gran medida a su hermana Beatriz Enríquez de Castro. Beatriz contraería nupcias con Pedro Álvarez Osorio, de modo que el castillo de Moeche pasaría de nuevo, a través de la vía marital, a su linaje. De esta manera, los Osorio serían también señores de Moeche en el momento en el que estalla la Segunda Revuelta Irmandiña.

## Gran Revuelta Irmandiña
La gran conflictividad generada por los “agravios” cometidos por el estamento señorial desde principios del siglo XV se hace acuciante a partir de la década de 1450. El mismo Pedro Álvarez Osorio se cuenta entre los demandados por la realización cada vez más común de “fechorías”, que tendrían por objetivo las clases populares, específicamente en el rural. La creación de “Irmandades” para hacer frente a los abusos nobiliarios se vio coordinada por la creación, al mismo tiempo, de una Hermandad General de Galicia que, refrendada en su fundación por Enrique IV, tomará el liderazgo político de la revuelta de manos de la élite burguesa, que no siempre controlará a las clases populares del rural, más predispuestas a enfrentarse a la nobleza. Es así como la revuelta, que intenta ser delimitada mediante la entrega de las fortalezas de los señores que habían cometido agravios, se convirtió rápidamente en la destrucción de estas.
Es muy posible que la fortaleza de Moeche fuera una de las primeras en ser destruida, en la primavera de 1467. La fama del conde de Lemos lo convertía en uno de los nobles más odiados por el pueblo, por lo que la inmensa mayoría de sus fortalezas fueron derribadas. El control político que se le presupone a la “Irmandade Xeral” entre 1467 y 1469 terminó con la contraofensiva de los nobles que derrotaron a los irmandiños por su superioridad numérica y material, sin tener en cuenta los problemas internos en el bando de los irmandiños. De este modo, Pedro Álvarez Osorio, recuperando sus posesiones, decide reconstruir el castillo de Moeche usando como mano de obra a los propios irmandiños apresados, aprovechando para hacer una generosa ampliación y fortificación de la estructura.

## El Castillo
El castillo que conservamos en nuestros días es el fruto de esta reconstrucción posterior a la Segunda Revuelta Irmandiña. Está situado sobre el emplazamiento del castillo anterior, que debido a las excavaciones antes mencionadas, nos permite diferenciar entre el castillo actual y el castillo derruido. La torre de homenaje, precedida por una plaza de armas, hace de entrada al propio castillo, y de ahí se da paso al propio patio, centro que da a todas las estancias de la fortaleza. Así, la torre de homenaje se encuentra unida a una muralla octogonal irregular, que hace de pared externa a la estancia de servidumbre, a la estancia de armas, al comedor y a las caballerizas, donde actualmente se encuentra el Centro de Interpretación del Castillo de Moeche. En la fachada principal de la torre todavía se conservan tres motivos heráldicos. Por un lado, en un lateral, el escudo del Duque de Arjona, y centrados en lo alto, los escudos de Pedro Álvarez de Osorio, y su esposa, Beatriz de Castro.

## Festival Irmandiño
En 1980 comenzó a celebrarse, en la tercera semana de agosto, la recreación del asalto que los irmandiños hicieron en el castillo hace más de 500 años.